# Axel Rune (militär)
Axel Olof Rune, född den 15 juli 1894 Borgviks församling, Värmlands län, död den 1 maj 1996 i Göteborg, var en svensk militär. Han var dotterson till Axel Ekstedt, son till Albin Rune och bror till Erik och Lars Rune.
Rune blev fänrik vid Göta livgarde 1916 och löjtnant vid Värmlands regemente 1919. Han genomgick Krigshögskolan 1923–1925 och befordrades till kapten i intendenturkåren 1928, till major 1940, till överstelöjtnant 1944 och till överste 1949. Rune var chef  för arméförvaltningens intendenturavdelnings centralbyrå och stabschef hos generalintendenten 1945–1954. Han invaldes som ledamot av Krigsvetenskapsakademien 1950. Rune blev riddare av Svärdsorden 1937 och av Vasaorden 1948 samt kommendör av Svärdsorden 1953. Han vilar på Kikås kyrkogård.